# Born This Way: The Collection
A Born This Way: The Collection Lady Gaga amerikai énekesnő harmadik válogatásalbuma, amely az Interscope Records gondozásában 2011. november 18-án jelent meg. A három lemezből álló kiadványon helyett kapott Gaga második nagylemeze, a Born This Way, annak remixalbuma a Born This Way: The Remix, illetve a Lady Gaga Presents the Monster Ball Tour: At Madison Square Garden című koncert DVD. A Nick Knight fotográfus által készített borítón Gaga Bart Hess divattervező iszapból készült ruháját viseli. A digipack változatban megjelent Born This Way: The Collection box set pozitív fogadtatásban részesült a kritikusoktól, de csak kisebb kereskedelmi sikereket ért el, miután csak Görögországban, Olaszországban és Dél-Koreában került fel a lemezeladási listákra.

## Háttér
Lady Gaga 2011 októberében jelentette be, hogy ki fog adni Born This Way: The Collection címmel egy box szettet, és Born This Way: The Remix címmel egy remixalbumot. A box szett először Németországban került kiadásra 2011. november 18-án, és felkerült rá Gaga második nagylemezének, a Born This Way-nek a 17 számos változata, az imént említett remixalbum, és a Lady Gaga Presents the Monster Ball Tour: At Madison Square Garden című HBO koncert különkiadás. A válogatásalbum mellett Lady Gaga x Terry Richardson címmel egy kemény fedeles könyvet is kiadott, amely a The Monster Ball Tour turnéja során készült képeket tartalmazza. Az album borítóját 2011. október 21-én mutatták be. A képen Gaga egy iszapból készült ruhát visel, amelyet Bart Hess készített. Ezen kívül egy Charlie le Mindu által tervezett plexiből készült kalapot, és Alexander McQueen magassarkút visel a fotón. A box szett borítóját Nick Knight készítette, és eredetileg egy addig fel nem használt kép volt, amely a Born This Way nagylemezhez készült, majd később újraretusálták és az album borítójának választották. Új albumfüzetek is találhatóak a box szettben, és digipack formátumban adták ki.

## Fogadtatás
Stephen Thomas Erlewine az AllMusic-tól azt írta, hogy „az énekesnő bármely rajongójának, aki valami okból eddig nem vette meg valamelyik, vagy akár egyik kiadványt sem, azok számára ez egy kényelmes módja annak, mindezeket egyszerre megszerezhesse”. Az Idolator versenyt hirdetett a rajongóknak, akik közül egy szerencsés megnyerhette a box szettet, ha írtak Twitter oldalukon a kiadványról, és küldtek egy e-mailt a honlapnak. A Born This Way: The Collection a 67. helyen debütált a görög albumlistán 2011. december 16-án. A következő héten a kiadvány tizennyolc helyet javított, és egészen a 49. helyig lépett előre, amely végül a legjobb helyezése lett. Az album felkerült Dél-Korea nemzetközi albumeladási listájára, ahol a 18. pozíciót szerezte meg 2011. december 3-án, majd egy hét után kiesett a listáról.

## Számlista
| 1.  | Intro                              | 4:32  |
| 2.  | Dance in the Dark                  | 2:36  |
| 3.  | Glitter & Grease                   | 2:36  |
| 4.  | Just Dance                         | 4:22  |
| 5.  | Beautiful, Dirty, Rich             | 4:20  |
| 6.  | The Fame                           | 4:15  |
| 7.  | LoveGame                           | 10:41 |
| 8.  | Boys Boys Boys                     | 3:17  |
| 9.  | Money Honey                        | 3:16  |
| 10. | Telephone                          | 6:34  |
| 11. | Speechless                         | 6:16  |
| 12. | You and I                          | 9:24  |
| 13. | So Happy I Could Die               | 4:43  |
| 14. | Monster                            | 6:37  |
| 15. | Teeth                              | 9:41  |
| 16. | Alejandro                          | 5:24  |
| 17. | Poker Face                         | 3:57  |
| 18. | Paparazzi                          | 6:30  |
| 19. | Bad Romance                        | 6:22  |
| 20. | Born This Way                      | 9:07  |
| 21. | Born This Way (a cappella)         | 3:16  |
| 22. | Színfalak mögött a Monster Ball-on | 12:50 |
| 23. | Képgaléria                         |       |

| 1.  | Marry the Night                | Lady Gaga, Fernando Garibay                  | Lady Gaga, Garibay                              | 4:24 |
| 2.  | Born This Way                  | Lady Gaga, Jeppe Laursen                     | Lady Gaga, Laursen, Garibay, DJ White Shadow    | 4:20 |
| 3.  | Government Hooker              | Lady Gaga, Garibay, DJ White Shadow          | Lady Gaga, DJ White Shadow, Garibay*, DJ Snake* | 4:14 |
| 4.  | Judas                          | Lady Gaga, RedOne                            | Lady Gaga, RedOne                               | 4:09 |
| 5.  | Americano                      | Lady Gaga, Garibay, DJ White Shadow, Alara   | Lady Gaga, Garibay, DJ White Shadow             | 4:06 |
| 6.  | Hair                           | Lady Gaga, RedOne                            | Lady Gaga, RedOne                               | 5:08 |
| 7.  | Scheiße                        | Lady Gaga, RedOne                            | Lady Gaga, RedOne                               | 3:45 |
| 8.  | Bloody Mary                    | Lady Gaga, Garibay, DJ White Shadow          | Lady Gaga, DJ White Shadow, Garibay*, Sparks*   | 4:04 |
| 9.  | Black Jesus + Amen Fashion     | Lady Gaga, DJ White Shadow                   | Lady Gaga, DJ White Shadow                      | 3:50 |
| 10. | Bad Kids                       | Lady Gaga, Laursen, Garibay, DJ White Shadow | Lady Gaga, Laursen, Garibay, DJ White Shadow    | 4:15 |
| 11. | Fashion of His Love            | Lady Gaga, Garibay                           | Lady Gaga, Garibay                              | 4:12 |
| 12. | Highway Unicorn (Road to Love) | Lady Gaga, Garibay, DJ White Shadow          | Lady Gaga, Garibay, DJ White Shadow             | 4:13 |
| 13. | Heavy Metal Lover              | Lady Gaga, Garibay                           | Lady Gaga, Garibay                              | 5:07 |
| 14. | Electric Chapel                | Lady Gaga, DJ White Shadow                   | Lady Gaga, DJ White Shadow                      | 5:21 |
| 15. | The Queen                      | Lady Gaga, Garibay                           | Lady Gaga, Garibay                              | 5:16 |
| 16. | You and I                      | Lady Gaga                                    | Lady Gaga, Lange                                | 5:07 |
| 17. | The Edge of Glory              | Lady Gaga, Garibay, DJ White Shadow          | Lady Gaga, Garibay                              | 5:20 |

| 1.  | Born This Way (Zedd Remix)                       | Lady Gaga, Jeppe Laursen                          | Lady Gaga, Laursen, Fernando Garibay, DJ White Shadow (remix production and mixing by Zedd)                               | 6:31 |
| 2.  | Judas (Goldfrapp Remix)                          | Lady Gaga, RedOne                                 | Lady Gaga, RedOne (remix by Goldfrapp)                                                                                    | 4:41 |
| 3.  | The Edge of Glory (Foster the People Remix)      | Lady Gaga, Garibay, DJ White Shadow               | Lady Gaga, Garibay (remix by Foster the People)                                                                           | 6:09 |
| 4.  | You and I (Wild Beasts Remix)                    | Lady Gaga                                         | Lady Gaga, Robert John "Mutt" Lange (remix and additional production by Wild Beasts)                                      | 3:50 |
| 5.  | Marry the Night (The Weeknd & Illangelo Remix)   | Lady Gaga, Garibay                                | Lady Gaga, Garibay (remix by The Weeknd and Illangelo, additional background vocals by The Weeknd)                        | 4:03 |
| 6.  | Black Jesus + Amen Fashion (Michael Woods Remix) | Lady Gaga, DJ White Shadow                        | Lady Gaga, DJ White Shadow (remix, additional production and keyboards by Michael Woods courtesy of Three Six Zero Group) | 6:11 |
| 7.  | Bloody Mary (The Horrors Remix)                  | Lady Gaga, Garibay, DJ White Shadow               | Lady Gaga, DJ White Shadow, Garibay*, Clinton Sparks* (remix by The Horrors)                                              | 5:18 |
| 8.  | Scheiße (Guéna LG Club Remix)                    | Lady Gaga, RedOne                                 | Lady Gaga, RedOne (remix and additional production by Guéna LG, mixed by Julien Carret)                                   | 5:45 |
| 9.  | Americano (Gregori Klosman Remix)                | Lady Gaga, Garibay, DJ White Shadow, Cheche Alara | Lady Gaga, Garibay, DJ White Shadow (remix produced by Gregori Klosman)                                                   | 6:07 |
| 10. | Electric Chapel (Two Door Cinema Club Remix)     | Lady Gaga, DJ White Shadow                        | Lady Gaga, DJ White Shadow (remix by Two Door Cinema Club)                                                                | 3:59 |
| 11. | You and I (Metronomy Remix)                      | Lady Gaga                                         | Lady Gaga, Lange (remix and additional production by Joseph Mount)                                                        | 4:20 |
| 12. | Judas (Hurts Remix)                              | Lady Gaga, RedOne                                 | Lady Gaga, RedOne (remix by Hurts)                                                                                        | 3:57 |
| 13. | Born This Way (Twin Shadow Remix)                | Lady Gaga, Laursen                                | Lady Gaga, Laursen, Garibay, DJ White Shadow (remix production by Twin Shadow)                                            | 4:05 |
| 14. | The Edge of Glory (Sultan & Ned Shepard Remix)   | Lady Gaga, Garibay, DJ White Shadow               | Lady Gaga, Garibay (remix production by Sultan & Ned Shepard)                                                             | 6:33 |

Megjegyzések
A (*) jelentése, hogy a személy társproducere volt a dalnak.

## Albumlistás helyezések
| Albumlista (2011)                | Legjobb helyezés |
| -------------------------------- | ---------------- |
| Dél-koreai nemzetközi albumlista | 18               |
| Görög albumlista                 | 49               |
| Olasz albumlista                 | 98               |

## Megjelenési történet
| Regió              | Dátum              | Formátum | Kiadó                           | Változat         |
| ------------------ | ------------------ | -------- | ------------------------------- | ---------------- |
| Németország        | 2011. november 18. | CD+DVD   | Universal Music                 | Standard         |
| Kanada             | 2011. november 21. | CD+DVD   | Universal Music                 | Standard         |
| Japán              | 2011. november 21. | CD+DVD   | Streamline, Interscope, KonLive | Standard         |
| Egyesült Királyság | 2011. november 21. | CD+DVD   | Polydor                         | Standard         |
| Egyesült Királyság | 2011. november 21. | CD+DVD   | Streamline, Interscope, KonLive | Standard         |
| Egyesült Államok   | 2011. november 21. | CD+DVD   |                                 | Standard         |
| Kanada             | 2011. november 29. | CD+DVD   | Deluxe                          |                  |
| Japán              | 2011. november 29. | CD+DVD   | Deluxe                          | Polydor          |
| Egyesült Államok   | 2011. december 27. | CD+DVD   | Deluxe                          | 101 Distribution |

## Fordítás
- Ez a szócikk részben vagy egészben  a   Born This Way: The Collection) című angol Wikipédia-szócikk fordításán alapul.  Az eredeti cikk szerkesztőit annak laptörténete sorolja fel. Ez a jelzés csupán a megfogalmazás eredetét és a szerzői jogokat jelzi, nem szolgál a cikkben szereplő információk forrásmegjelöléseként.